# برمجة مجموعة الإجابات
برمجة مجموعة الإجابات هي شكل من أشكال البرمجة التعريفية الموجهة نحو مشاكل البحث الصعبة (صعوبة NP في المقام الأول). يعتمد على دلالات النموذج المستقر (مجموعة الإجابات) للبرمجة المنطقية. تُقلل مشاكل البحث فيه إلى حوسبة النماذج المستقرة، وتُستخدم أدوات حل مجموعة الإجابات- وهي برامج لإنشاء نماذج مستقرة - لإجراء البحث. تعد العملية الحسابية المستخدمة في تصميم العديد من أدوات حل مجموعة الإجابات بمقام تحسين لخوارزمية DPLL، ومن حيث المبدأ، تنتهي دائمًا (على عكس تقييم استعلام برولوغ ، الذي قد يؤدي إلى حلقة لامتناهية).